# ダブル・イニシアチブ
ダブル・イニシアチブは、1991年にリリースされた、甲斐よしひろの初のライブ・アルバム。

## 概要
ソロとでは初めてのライヴ盤。
1990年、新宿厚生年金会館で2Days開催された『ダブル・イニシアチブ・ライヴ』は、10月5日『Funk Up Night Live』、翌10月6日『A・G Live』と、内容を変えて行なわれた。本作品は、10月6日の模様を中心に収録されている。
『Funk Up Night Live』は、ライヴ・ビデオ『Funk Up』で映像を堪能できる。
当時、封印していた甲斐バンド時代の曲も演奏されたが、楽曲がそれぞれ原曲と大幅に異なる形にアレンジされた。

## 収録曲
1. インジュリィタイム
2. WORD
3. ボーイッシュ・ガール
4. カーテン
5. 一世紀前のセックス・シンボル
6. ブルー・シティ
7. マッスル
8. エゴイスト
9. 千鳥橋渋滞　 [※1989.12.20.マイカル本牧アポロ・シアターにて収録]
10. 機関車　　[※1990.3.11.日清パワーステーションにて収録]
11. スウィート・スムース・ステイトメント　　[※1990.6.14.鹿児島文化センターにて収録]
12. 昨日のように
13. 波